# Amenooshihomimi
Amenooshihomimi bzw. Masakaakatsukachihayahi Amenooshihomimi no mikoto (jap. 〔マサカアカツカチハヤヒ〕アメ (マ) ノオシホミミ (ネ) (Kojiki: 〔正勝吾勝勝速日〕天之忍穂耳命; Nihonshoki: 〔正哉吾勝勝速日〕天忍穂耳 (骨) (穂根) 尊); Karl Florenz übersetzt mit „Die [mit dem Rufe:] ‚Wahrlich ich siege!‘ triumphierend sich heftig gebarende allüberwindende große erlauchte Person des Himmels“) ist ein männlicher Kami in der Mythologie des Shintō.

## Geburt
Seine Geburt entstand aus einem Test heraus, den Susanoo und seine Schwester Amaterasu beschlossen. Susanoo hatte sie aufgesucht, bevor er für immer in die Unterwelt verbannt werden sollte (da er das ihm anvertraute Erdenreich nicht regieren, sondern zu seiner Mutter Izanami in der Unterwelt Yomi wollte), um, wie er ihr sagte, sich von seiner Schwester zu verabschieden.
Amaterasu war voller Misstrauen ihm gegenüber. Um zu überprüfen, ob Susanoo dabei reinen Herzens und ohne finstere Absichten gekommen war, schworen sie einen Eid: Susanoo solle (bzw. beide zusammen sollten) Kinder erzeugen (nasu). Wenn diese weiblichen Geschlechts sein würden, so wäre Susanoos Herz unrein. Bei männlichen Nachkommen seien aber seine guten Absichten gewiss.
So gaben sie einander in einem Ritual (dessen Ablauf in den Mythen stark voneinander abweicht) am „Ruhigen Fluss des Himmels“ (Ame-no-yasu-kawa) mehrere Gegenstände aus ihrem jeweiligen Besitz und zerbrachen (oder zerkauten) diese, woraufhin sie sie mit ihrem Atem zum Leben erweckten. Die fünf von Susanoo erschaffenen waren männlich, die drei von Amaterasu (die Munakata-Kami) weiblich. Susanoo war also ehrlich gewesen. In der Folge benahm er sich aber arrogant und überaus rüpelhaft, worauf die Episode folgte, in der sich Amaterasu in ihrer Höhle versteckte.
Da die Kami aber aus Gegenständen des jeweils anderen entstanden waren, zog Amaterasu die männlichen als ihre Kinder auf und Susanoo bekam die weiblichen.
Von den Juwelen aus Amaterasus Haar, die Susanoo mit seinem Atem zu Kami machte, war Amenooshihomimi (in diesem Teil der Mythen Masakaakatsukachihayahi Amenooshihomimi no mikoto) geworden.

## Pläne zur Herrschaft über das Land
Amaterasu erkor Amenooshihomimi zur Herrschaft (shirasu) über das „Land der frischen Ähren der tausend Herbste und langen fünfhundert Herbste des Üppigen Schilfgefildes“ (豊葦原之千秋長五百秋之水穂国 Toyo-ashi-hara no Chi-aki no Naga-i-ho-aki no Mizu-ho no Kuni, d. h. Japan) und sandte ihn dazu vom Himmel Takamanohara herab. Amenooshihomimi kehrte aber schon auf halbem Wege von der „Himmlischen Schwebebrücke“ (Ama-no-Uki-hashi) zurück: Weil das Land voll von aufrührerischen und wilden, irdischen Kami war, musste es erst befriedet werden.
Während dies unter dem Ratschluss der Himmlischen Kami geplant wurde, ehelichte  Amenooshihomimi Yorozuhatahime und hatte mit ihr einen Sohn: Ninigi.
Nachdem das Land (von Takemikazuchi) unterworfen worden war, traten Amaterasu und Takamimusubi an Amenooshihomimi heran und trugen ihm erneut die Herrschaft auf. Doch Amenooshihomimi verwies auf seinen Sohn, der an seiner Stelle die Herrschaft ausüben sollte. Amaterasu und Takamimusubi übergaben dem gemäß Ninigi die Autorität, über Japan zu herrschen.

## Namen
Wie die meisten Kami hat auch Amenooshihomimi viele verschiedenen Namen. Die gebräuchlichsten sind:
- Ame-no-oshi-ho-mimi no mikoto (天忍穂耳尊)
- Ame-no-oshi-ho-ne no mikoto (天忍穂根尊)
- Ame-no-oshi-hone no mikoto (天忍骨命)
- Masa-ka-a-katsu-kachi-haya-hi-ame-no-oshi-ho-mimi no mikoto (正哉吾勝勝速日天忍穂耳尊)
- Masa-ka-a-katsu-kachi-haya-hi-ame-no-oshi-hone no mikoto (正哉吾勝勝速日天忍骨尊)
- Masa-ka-a-katsu-kachi-haya-hi-ame-no-oshi-ho-ne no mikoto (正哉吾勝勝速日天忍穂根尊)
- Katsu-haya-hi no mikoto (勝速日命)
- Katsu-no-haya-hi-ame-no-oshi-ho-mimi no mikoto (勝速日天忍穂耳尊)